# Sohrab Sepehri
Sohrab Sepehri (em persa: Sohrāb Sepehri) (7 de outubro de 1928 - 21 de abril de 1980) foi um notável poeta e pintor iraniano.

## Vida
Ele nasceu em Caxã, no Irão. Ele é considerado um dos cinco poetas iranianos mais famosos que praticaram a poesia moderna. Outros praticantes desta forma foram Nima Youshij, Ahmad Shamlou, Mehdi Akhavan-Sales e Forough Farrokhzad.
Sepehri também foi um dos principais pintores modernistas do Irão. Graduou-se em Teerão e, depois de trabalhar vários anos no Irão, foi viver para os Estados Unidos.
Bem-versado no budismo, no misticismo e nas tradições ocidentais, ele misturou os conceitos ocidentais com os orientais, criando assim uma espécie de poesia insuperável na história da literatura persa. Para ele, novas formas eram novos meios para expressar seus pensamentos e sentimentos.
Sua poesia foi traduzida para muitas línguas, incluindo inglês, francês, espanhol, alemão, italiano, sueco, árabe, turco e russo. Uma tradução em inglês de seus poemas selecionados por Ali Salami apareceu em 2003.
Sepehri morreu no hospital de Pars em Teerão de leucemia. Sua poesia é cheia de humanidade e preocupação com os valores humanos. Ele adora a natureza e se refere a ela com frequência.

## Trabalhos
- Hasht Ketab (Oito Livros)[5] 1976
- The Death of Color 1951
- The Life of Dreams 1953
- Us nil, us a look (Não foi publicado até 1977)
- Downpour of Sunshine 1958
- East of Sorrow 1961
- The Oasis of Now[5] (1965) traduzido por Kazim Ali com Mohammad Jafar Mahallati, BOA Editions, 2013.
- The Wayfarer 1966
- The Green Space 1967